# Дитрих III фон Даун
Дитрих III фон Даун (на немски: Dietrich III, Herr von Daun;* пр. 1331; † между 1 май 1341 – 24 септември 1341) е господар на Даун (в Хунсрюк, Рейнланд-Пфалц) и рицар.

## Произход
Той е син на Дитрих (Теодерих) II фон Даун († сл. 1331). Внук е на Конрад фон Даун († 1287) и Алайда фон Шьонберг († сл. 1287).

## Фамилия
Дитрих III фон Даун се жени пр. 9 януари 1331 г. за Елизабет (Биеле) фон Брух († сл. 13 декември 1346), дъщеря на Теодерих III фон Брух († сл. 1304) и Беатрикс фон Еш († сл. 1270). Те имат децата:
- Дитрих IV фон Даун-Брух († между ноември 1400 – 10 април 1402), женен I. за Ирмгард фон Шлайден († сл. 1367/1391), дъщеря на Конрад III фон дер Шлайден († 1345) и Йохана фон Вилденберг († 1339), II. пр. 1 януари 1394 г. за рауграфиня Елизабет фон Нойенбаумберг († сл. 1407), дъщеря на Филип I фон Нойенбаумбург († 1359) и Агнес фон Лайнинген († 1387/1389); от първия брак баща на:
  - Дитрих V фон Даун-Брух 'Млади', господар на Даун-Брух († сл. 2 август 1410), женен пр. 25 ноември 1392 г. за Луция фон Даун († сл. 1409)
  - Маргарета фон Даун († сл. 1394), омъжена пр. 10 декември 1393 г. за Йохан фон Малберг-Аудун († сл. 1416)
- Маргарета фон Даун († 22 септември 1407), абатиса на Диткирхен близо до Бон
- Аделхайд фон Даун († сл. 1393), омъжена за фон Шалпилих († 1393)

Елизабет (Биеле) фон Брух се омъжва втори път пр. 1342 г. за Арнолд III фон Бланкенхайм († 8 март 1364), син на Арнолд II фон Бланкенхайм († 1352/сл. 1359) и Ирмгард фон Оурен († сл. 1340).